# 鎌倉高校前〜江ノ電から見える風景〜
『鎌倉高校前〜江ノ電から見える風景〜』（かまくらこうこうまえ えのでんからみえるふうけい）は、渡辺大地がインディーズで発表したオリジナルアルバム。2012年8月22日にインディーズ・メーカーのFour Season RECORDから発売された。

## 概要
アルバムは、かまくらFMのコーナー『渡辺大地の鎌倉ミュージックスケッチ』内にて発表された神奈川県鎌倉市の江ノ電沿線の腰越駅から鎌倉駅までの各駅を舞台とするオリジナル楽曲で構成されている。舞台となる駅は、「腰越駅」、「鎌倉高校前駅」、「七里ヶ浜駅」、「稲村ヶ崎駅」、「極楽寺駅」、「長谷駅」、「由比ヶ浜駅」、「和田塚駅」、「鎌倉駅」である。

## 収録曲
| 発売日        | 規格品番 | 収録曲                                                                                        | 備考 | 順位 |
| 2012年8月22日 | 4SR-0106 | 1. 腰越 2. 鎌倉高校前 3. 七里ヶ浜 4. 稲村ヶ崎 5. 極楽寺 6. 長谷 7. 由比ヶ浜 8. 和田塚 9. 鎌倉 | -    | -    |